# Kedjekomplex
Ett kedjekomplex är konstruktioner som  ursprungligen användes inom algebraisk topologi.

## Definition
Ett kedjekomplex {\displaystyle (A_{\bullet },d_{\bullet })} är en serie av abelska grupper 
... A2, A1, A0, A-1, A-2, ... så att det finns homomorfier dn : An→An−1, så att  kompositionen  av två efterföljande sådana är noll: dn ∘ dn+1 = 0 för alla n. Det här kan skrivas som:
{\displaystyle \cdots \to A_{n+1}{\xrightarrow {d_{n+1}}}A_{n}{\xrightarrow {d_{n}}}A_{n-1}{\xrightarrow {d_{n-1}}}A_{n-2}\to \cdots {\xrightarrow {d_{2}}}A_{1}{\xrightarrow {d_{1}}}A_{0}{\xrightarrow {d_{0}}}A_{-1}{\xrightarrow {d_{-1}}}A_{-2}{\xrightarrow {d_{-2}}}\cdots .}

## Kedjefunktioner
En kedjefunktion f mellan två komplex {\displaystyle (A_{\bullet },d_{A,\bullet })} och {\displaystyle (B_{\bullet },d_{B,\bullet })} är en serie {\displaystyle f_{\bullet }} av modulhomomorfier {\displaystyle f_{n}:A_{n}\rightarrow B_{n}} för varje n så att {\displaystyle d_{B,n}\circ f_{n}=f_{n-1}\circ d_{A,n}}. 

## Exempel

### de Rhamkohomologi
De differentiala k-formerna över en godtycklig differentierbar mångfald M bildar en abelsk grupp kallad  Ωk(M) under addition. 
Yttre derivatan dk transformerar Ωk(M) till Ωk+1(M), och d 2 = 0 följer från symmetrin av andraderivatan, så vektorrummet av k-former med yttre derivatan bildar ett kokedjekomoplex:
{\displaystyle \Omega ^{0}(M)\ {\stackrel {d_{0}}{\to }}\ \Omega ^{1}(M)\to \Omega ^{2}(M)\to \Omega ^{3}(M)\to \cdots .}
Homologin av detta komplex är de Rhamkohomologi:
{\displaystyle H_{\mathrm {DR} }^{0}(M,F)=\ker d_{0}=} {lokalt konstanta funktioner över M med värden i F}
{\displaystyle H_{\mathrm {DR} }^{k}(M)=\ker d_{k}/\mathrm {im} \,d_{k-1}.}